# Chéry-lès-Rozoy

Chéry-lès-Rozoy este o comună în departamentul Aisne din nordul Franței. În 1 ianuarie 2022 avea o populație de 97 de locuitori.